# Drama romántico
El término deama romántico es un tipo de pieza teatral puesto de moda durante el Romanticismo, en el siglo XIX. No debe confundirse con la expresión calcada del inglés romantic drama, donde "romántico" equivale a "de tema amoroso", que no es equivalente, y que se aplica más bien al reciente cine de época posterior (cine romántico).

## Historia
El drama romántico surge con el panfleto Racine et Shakespeare de Stendhal (1823) y sobre todo con el escritor romántico francés Víctor Hugo, quien expuso su teoría en la introducción de su Cromwell (1827). La ilustró principalmente con piezas como Hernani (1830) y Ruy Blas (1838). Para Hugo a la tragedia clásica debe oponerse el "drama moderno", que debe mezclar, como hace la misma Naturaleza, lo sublime y lo grotesco, los dos elementos que componen la realidad. Funda el género sobre cinco puntos capitales:
- Reproducción de la vida real (mezcla de géneros).
- Rechazo del modelo clásico (regla de las tres unidades, propiedad y verosimilitud)
- Búsqueda de una gran libertad creativa
- Mantenimiento de la versificación.
- Búsqueda de un «color local».

Las primeras representaciones de este tipo de obras dieron lugar a confrontaciones entre los «modernos» y los «clásicos». En 1830, Hernani de Víctor Hugo desató las pasiones y provocó la llamada "batalla de Hernani" en razón de su tema, su estilo y su composición. Autores como Théophile Gautier, Alfred de Musset y Alfred de Vigny, todos ellos románticos, sostuvieron esta visión moderna del teatro.
Su propuesta sin embargo era muy ambiciosa: el Cromwell mismo contaba con 6414 versos, el doble de lo normal, e innumerables personajes, y la ruptura de la unidad de lugar volvía muy costosa para los empresarios teatrales, ya que debían pagar caros cambios de decoración y montajes. Es lo que reclamaba su novedosa idea del teatro tout-en-un o todo en uno, a la vez drama histórico, comedia, melodrama y tragedia y uniendo en un todo a Pierre Corneille y a Molière, como afirma en su "Prefacio" al Ruy Blas. Expone su teoría de lo grotesco como algo multiforme y polisémico: de lo ridículo a lo fantástico pasando por lo monstruoso y lo horrible, y escribe que "lo hermoso no tiene más que un tipo, lo feo tiene mil". Anne Ubersfeld menciona al respecto el carácter caravalesco del teatro hugoliano y el abandono del ideal de lo bello. Según Víctor Hugo, lo grotesco debe lindar con lo sublime, pues estos son los dos aspectos de la vida
Pero el mismo Víctor Hugo tuvo que ajustarse al público con numerosas concesiones, pese a su idea de que "el romanticismo es el liberalismo en literatura", y sus últimas piezas, irrepresentables e irrepresentadas, escritas durante el exilio, fueron reunidas en una colección bajo el evocador título de Théâtre en liberté ("Teatro en libertad"). El teatro para él debía dirigirse a todos: al amante de la pasión, al de la acción y al de la moral: debía unir al público. No tenía el fin único de instruir, sino también el de ofrecer una tribuna para el debate de las ideas y presentar "las heridas de la humanidad con una idea consoladora".

## Características
Sus principales características son:
- 1. Voluntad de romper con la estructura del drama neoclásico (Teatro del Neoclasicismo, Literatura del Neoclasicismo, Neoclasicismo, Teatro clásico, Reglas aristotélicas, Academicismo, Literatura española de la Ilustración).[9]
- 2. Mezcla de lo cómico y lo serio, en busca de expresar lo grotesco por medio del contraste entre valores positivos y negativos de la existencia; de personajes de alta y baja condición social y de prosa y verso en algunas piezas, pero no llegó a triunfar. Una vez que a los dramaturgos se les pasa la fiebre de romper con las normas escriben sus obras en verso.
- 3. Cronotopo dinámico que rompe las tres unidades aristotélicas de acción (se cuenta más de una historia), de lugar (transcurre en varios lugares distintos y apartados o separados entre sí, de forma que utilizan gran número de escenografías y decorados o cuadros) de tiempo (transcurre en más de veinticuatro horas, y a veces incluso puede durar toda una vida, con diversos y extensos cortes cronológicos que marcan los saltos en la acción)
- 4. Ambientación lúgubre, nocturna o agitada por todo tipo de fenómenos violentos de la naturaleza: tormentas, rayos, naufragios, etcétera.
- 5. Ruptura de la unidad de estilo, mezclándose prosa y verso, y en el seno del mismo verso adoptando la polimetría.
- 6. Rechazo de los temas grecolatinos y preferencia por los de historia medieval, las leyendas y las civilizaciones exóticas y remotas (medievalismo, exotismo, orientalismo, o -para franceses e ingleses- hispanismo).
- 7. Los personajes suelen ser misteriosos o rebeldes a la sociedad de su época, contra la cual se enfrentan.
- 8. Abundan las acotaciones escénicas, tanto las que se refieren a escenografía romántica, como las que se refieren a la actitud de los personajes.
- 9. Fuerte temporalización frente a la atemporalidad del teatro neoclásico, y espesa concreción del espacio teatral.
- 10. La acción aparece siempre cuidadosamente localizada.
- 11. La escenografía cobra gran importancia en la obra.
- 12. El número de actos puede variar entre tres, cuatro y cinco.
- 13. El tema fundamental es el destino, vehiculado normalmente a través del amor, siempre apasionado, un amor absoluto, más allá del bien y del mal, siempre relativo.
- 14. Tema de la libertad como sentimiento.
- 15. Voluntad de crear una intriga compleja y sorprendente que mantenga atento al espectador y le procure emociones truculentas por encima de la acción puramente dramática.
- 16. Desaparece la finalidad didáctica propia del siglo XVIII. Buscan conmover e inspirar al público.

## Ejemplos
Ejemplos de dramas románticos son, en el Romanticismo francés, Hernani (Batalla de Hernani, 25 de febrero de 1830) o Cromwell (publicada en 1827, tan larga que nunca fue representada) de Víctor Hugo; en el Romanticismo español, Don Álvaro o La fuerza del sino (1835), del Duque de Rivas, El trovador de Antonio García Gutiérrez, Los amantes de Teruel (1837) de Juan Eugenio Hartzenbusch, Don Juan Tenorio (1844) o Traidor, inconfeso y mártir (1849), de Zorrilla; en el Romanticismo alemán, Fausto (1806-1832) de Goethe (una obra dialogada, no estrictamente concebida para la escena); en el Romanticismo inglés, Hellas (1822), de Shelley, o Manfredo (1817), de lord Byron (ambos poemas dramáticos más que escénicos); en el Romanticismo italiano, Il Conte di Carmagnola (1820) o Adelchi (1822), de Alessandro Manzoni.

## Epígonos
Algunos autores de comienzos del siglo XX, como Eduardo Marquina (En Flandes se ha puesto el sol, 1911) o Francisco Villaespesa (El alcázar de las perlas, 1911), han sido considerados "epígonos" del drama romántico español.